# Škoda Octavia (1959)
El Škoda Octavia fue un sedán producido por el fabricante de automóviles checoslovaco AZNP (Automobilové závody, národní podnik, nombre anterior a la actual Škoda Auto) en su planta de Mladá Boleslav de 1959 a 1971. En 1996 el nombre fue reutilizado para el nuevo Octavia.
Fue lanzado en enero de 1959 con carrocería sedán de dos puertas y se denominó Octavia, ya que era el octavo coche producido por la nacionalizada compañía Škoda. Fue producido hasta 1964, cuando se sustituyó por el Škoda 1000 MB. La versión familiar fue lanzada en 1961 y fue denominada Octavia Kombi permaneciendo en producción hasta 1971. 
Entre 1959 y 1971, se construyeron 365 379 Škoda Octavia, incluyendo 54,086 unidades de la versión Kombi. 
El modelo sustituía al Škoda 440/445 del cual se basaba. Presentaba ejes delanteros rediseñados con un muelle helicoidal y amortiguadores telescópicos en lugar de ballestas como en el 440.

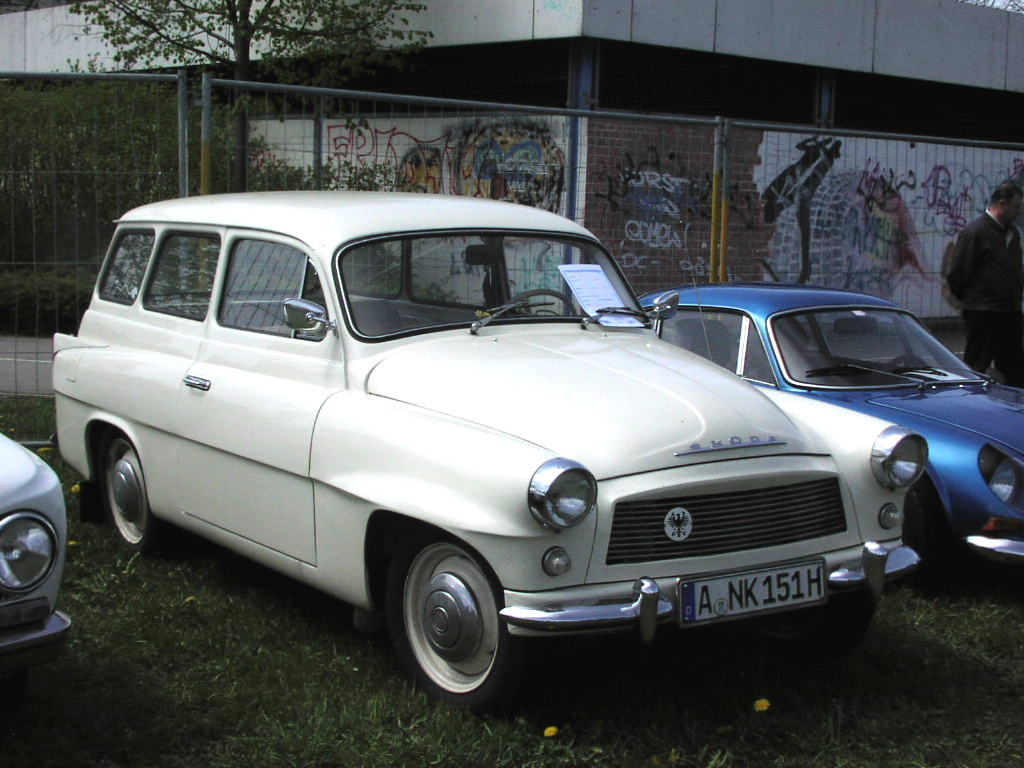
Škoda Octavia Combi

Tenían motor delantero longitudinal y con cilindradas de 1089 cc de 40 CV (30 kW) y más tarde de 50 CV (37 kW), con 1.270 kg de peso.  Después de 1221 cc con 45-55 CV (34-41 kW). Los familiares eran un poco más pesados, 1.365 kg y montaban motores de 1,2 litros. La velocidad máxima era de 110 a 115 km / h. El motor y la caja de cambios de Škoda Octavia se utilizaron en un todoterreno derivado del Land Rover llamado Trekka, fabricado en Nueva Zelanda entre 1966 y 1973.